# DEFB130A
DEFB130A (англ. Defensin beta 130A) – білок, який кодується однойменним геном, розташованим у людей на 8-й хромосомі. Довжина поліпептидного ланцюга білка становить 79 амінокислот, а молекулярна маса — 8 736.
| 10         |  | 20         |  | 30         |  | 40         |  | 50         |
| ---------- |  | ---------- |  | ---------- |  | ---------- |  | ---------- |
| MKLHSLISVL |  | LLFVTLIPKG |  | KTGVIPGQKQ |  | CIALKGVCRD |  | KLCSTLDDTI |
| GICNEGKKCC |  | RRWWILEPYP |  | TPVPKGKSP  |  |            |  |            |

A: Аланін

C: Цистеїн

D: Аспарагінова кислота

E: Глутамінова кислота

F: Фенілаланін

G: Гліцин

H: Гістидин

I: Ізолейцин

K: Лізин

L: Лейцин

M: Метіонін

N: Аспарагін

P: Пролін

Q: Глутамін

R: Аргінін

S: Серин

T: Треонін

V: Валін

W: Триптофан

Кодований геном білок за функціями належить до антибіотиків, антимікробних білків. 
Секретований назовні.